# Mike Pence
Michael Richard Pence (* 7. června 1959) je americký republikánský politik a bývalý viceprezident Spojených států. Mezi lety 2013 až 2017 působil jako guvernér státu Indiana. Předtím byl v letech 2001 až 2013 jedním z poslanců z tohoto státu ve Sněmovně reprezentantů.

## Viceprezident USA
Dne 15. července 2016 republikánský prezidentský kandidát Donald Trump oznámil, že si jej zvolil jako svého spolukandidáta pro funkci viceprezidenta pro listopadové volby. Jako důvod Trumpova výběru byl uváděn Penceův skalní konzervatismus (je mj. dlouhodobým příznivcem Tea Party), který pomohl Trumpovi oslovit rozhodující část voličů zejména z oblasti Středozápadu USA. Po vítězství Donalda Trumpa v prezidentských volbách v listopadu 2016 se Mike Pence stal dne 20. ledna 2017 viceprezidentem USA.
V prezidentských volbách 2020 obhajoval úřad viceprezidenta na kandidátce s prezidentem Trumpem. Za vítěze voleb však byl 7. listopadu 2020 označen demokratický kandidát Joe Biden. Zvolenou viceprezidentkou se stala Kamala Harrisová.

### Během útoku na Kapitol
Dne 6. ledna 2021 přišel Pence certifikovat výsledky prezidentských voleb jednotlivých amerických států do washingtonského Kapitolu – tento úkon byl formální a Pence v něm měl ceremoniální roli. Na stejný den sezval prezident Trump shromáždění stovky lidí – zastánce jeho teorie „ukradených voleb“, při kterém, s několika předřečníky, nabudil dav k tomu „přesvědčit republikány udělat správnou věc“ (ve smyslu: zastavit proces certifikace). Dav, rozvášněný po Trumpově projevu, zaútočil na Kapitol, rozbil okna a dveře a dostal se do jeho premis. Trump o násilí a ničení davu věděl a mohl mu zabránil, ale rozhodl se nechat ho cca tři a čtvrt hodiny pokračovat. Ve 14:24 navíc napsal na Twitter, že Pence „neměl odvahu udělat, co by mělo být uděláno“ – počastoval ho za to, že certifikaci voleb nezastavil. Vzbouřenci útoku na to reagovali skandováním a provoláváním: „Pověste Mikea Pence!“ V určitou chvíli bylo v davu vidět i vztyčenou šibenici s oprátkou. V jeden okamžik, kdy se vzbouřenci blížili jednací místnosti, ve které probíhala certifikace, dostal Pence od ochranky pokyn, aby z Kapitolu odjel, což Pence odmítl, a výsledky voleb jednotlivých amerických států certifikoval. Trump se později vyjádřil, že si Pence „možná zasloužil být pověšen“.

## Kandidatura na prezidenta v roce 2024
O Miku Penceovi se jako o možném kandidátovi na prezidenta ve volbách 2024 začalo spekulovat už krátce po Trumpově volební porážce v listopadu 2020. V květnu 2022 se Pence aktivně zapojil do kampaně za znovuzvolení guvernéra státu Georgie Briana Kempe, který v roce 2020 po těsné prohře Trumpa s Joem Bidenem odmítl Trumpova nepodložená tvrzení o podvodech při hlasování. Pence se tak pokouší podkopat Trumpovo úsilí o co největší vliv na Republikánskou stranou, což posílilo spekulace o jejich případném souboji o stranickou nominaci v následujících prezidentských volbách. Kandidaturu oficiálně oznámil v červnu 2023.
V říjnu 2023 oznámil účastníkům konference Republikánské židovské koalice v Las Vegas, že se nebude ucházet o úřad prezidenta Spojených států: „Američanům vzkazuji: Toto není moje doba ... Po dlouhých modlitbách a úvahách jsem se rozhodl ... pozastavit svou prezidentskou kampaň,“ 

## Osobní život
Jeho otec měl irské a německé předky, matka irské, měl pět sourozenců. V Indianě vystudoval v roce 1986 právo a živil se jako právník i jako moderátor rádia. Na právnické fakultě navázal vztah s Karen Battenovou, s níž se roku 1985 oženil. Do manželství se narodili syn Michael a dcery Charlotte a Audrey.
Byl vychováván jako katolík, za svých vysokoškolských studií se stal znovuzrozeným křesťanem. Se svou manželkou navštěvuje evangelikální církev v Indianě. Je podporovatelem pochodů pro život a jako řečník bývá zván na výroční konference Jižní baptistické konvence.